# Séries de divisions de la Ligue nationale de baseball 2008

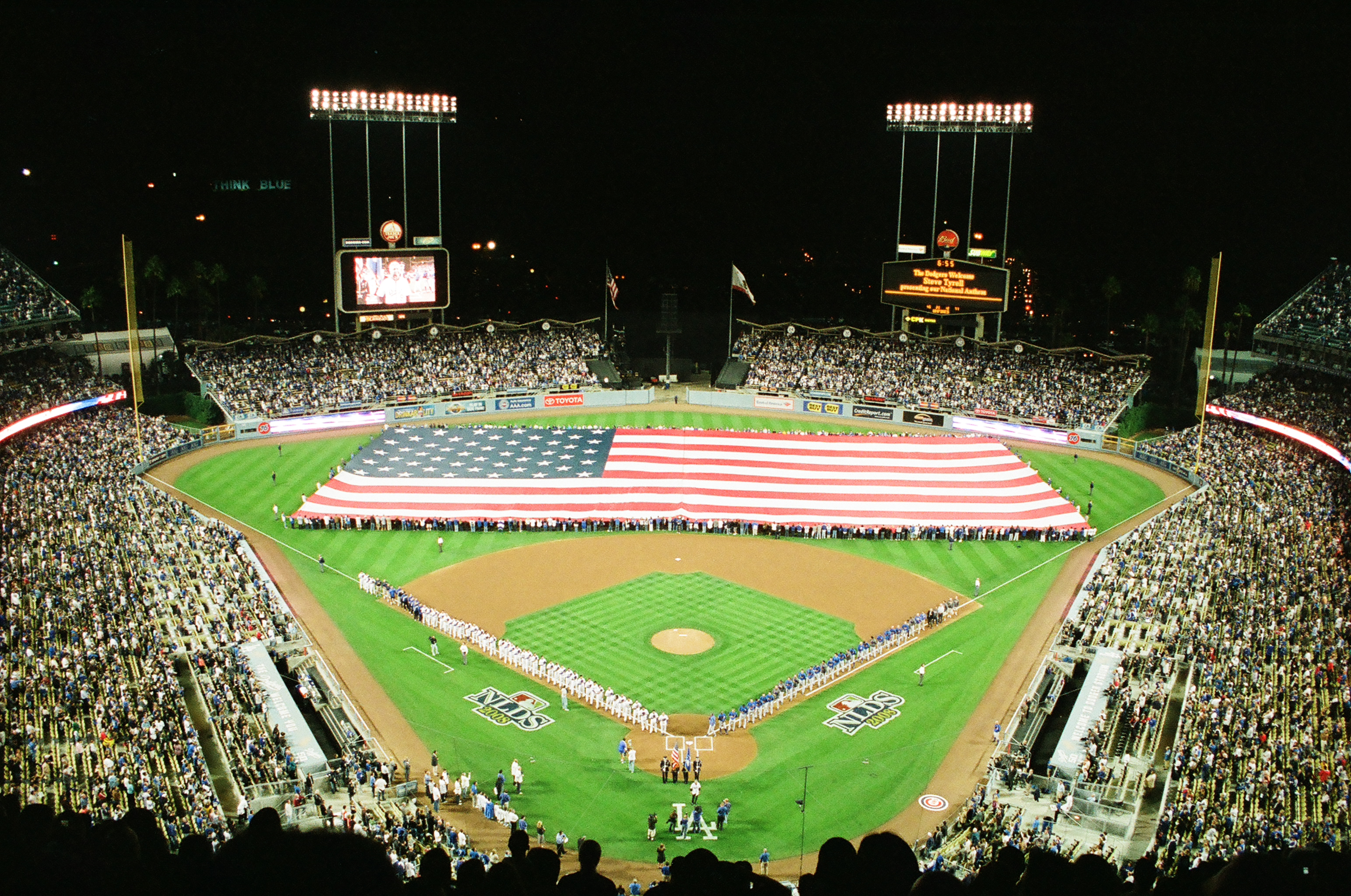
Cérémonies d'avant-match au Dodger Stadium de Los Angeles avant le troisième match de la Série de division 2008 entre les Dodgers et les Cubs.

Les Séries de divisions de la Ligue nationale de baseball sont la première ronde de séries éliminatoires dans les Ligues majeures de baseball, devant mener à la Série de championnat de la Ligue nationale de baseball puis à la Série mondiale. Les Séries de divisions sont constituées de deux séries trois de cinq, opposant les champions des trois divisions de la Ligue nationale de baseball ainsi qu'une équipe qualifiée comme meilleure deuxième.
Les Séries de divisions 2008 ont débuté le 1er octobre et se sont terminées le 5 octobre. Les deux équipes gagnantes, les Dodgers de Los Angeles et les Phillies de Philadelphie, se sont par la suite affrontées dans la Série de championnat de la Ligue nationale de baseball 2008.

## Cubs de Chicago vs. Dodgers de Los Angeles
Les Cubs de Chicago participent aux éliminatoires deux saisons de suite pour la première fois depuis un siècle, soit depuis leurs présences consécutives en séries d'après-saison en 1906, 1907 et 1908. Avec un dossier de 97-64, le meilleur de la Ligue Nationale et le 2e meilleur de toutes les majeures, les Cubs ont remporté le 20 septembre le championnat de la division Centrale pour une seconde saison d'affilée, terminant sept matchs et demi devant les Brewers de Milwaukee. La dernière participation des Cubs à la Série mondiale remonte à 1945 et leur dernière victoire dans la classique automnale date d'aussi loin que 1908, la plus longue disette du genre dans les majeures.
Aidé en cours de saison par l'acquisition de l'ancienne vedette des Red Sox de Boston, Manny Ramirez, dans un échange à trois clubs impliquant aussi Pittsburgh, les Dodgers de Los Angeles ont devancé les Diamondbacks de l'Arizona, pourtant meneurs de la section Ouest à la fin août, par remporter le championnat de division avec deux parties de priorité. Joe Torre amène donc les Dodgers en éliminatoires à sa première saison à la barre de l'équipe, après avoir dirigé les Yankees de New York de l'américaine en séries treize saisons d'affilée. Le dossier de 84 victoires et 78 défaites des Dodgers, qui n'ont ni participé ni gagné une Série mondiale depuis 1988 est cependant le moins bon des huit équipes impliquées dans les Séries de division en 2008. Il s'agit pour les Dodgers d'un premier championnat de division depuis 2004 et d'une première participation aux séries depuis 2006.

### Calendrier des rencontres
| Match | Date        | Visiteur               | Hôte                   | Score  |
| ----- | ----------- | ---------------------- | ---------------------- | ------ |
| 1     | 1er octobre | Dodgers de Los Angeles | Cubs de Chicago        | 7 - 2  |
| 2     | 2 octobre   | Dodgers de Los Angeles | Cubs de Chicago        | 10 - 3 |
| 3     | 4 octobre   | Cubs de Chicago        | Dodgers de Los Angeles | 1 - 3  |

### Match 1
Mercredi 1er octobre 2008 (18h30 UTC-5) au Wrigley Field, Chicago, Illinois.
| Dodgers de Los Angeles | 0 | 0 | 0 | 0 | 4 | 0 | 1 | 1 | 1 | 7 | 8 | 1 |
| Cubs de Chicago | 0 | 2 | 0 | 0 | 0 | 0 | 0 | 0 | 0 | 2 | 9 | 1 |
| Lanceurs partants : LAD : Derek Lowe CHC : Ryan Dempster Vic. : Derek Lowe (1-0) Déf. : Ryan Dempster (0-1) HRs : LAD : Loney (1), Ramirez (1), Martin (1) CHC : DeRosa (1) |   |   |   |   |   |   |   |   |   |   |   |   |

Les Cubs sont les premiers à s'inscrire à la marque, prenant une avance de 2-0 en 2e manche sur un circuit de Mark DeRosa contre le partant Derek Lowe. Mais les Dodgers prennent les devants à leur tour, 4-2, grâce à un grand chelem de James Loney contre le lanceur canadien Ryan Dempster. Ce dernier est retiré du match, ayant accordé 4 points et 7 buts-sur-balles en quatre manches et deux tiers lancées. Los Angeles l'emporte 7-2 en marquant dans chacune des 3 dernières manches contre les releveurs des Cubs, sur un circuit de Manny Ramirez, un simple de Casey Blake et un circuit de Russell Martin.

### Match 2
Jeudi 2 octobre 2008 (21h30 UTC-5) au Wrigley Field, Chicago, Illinois.
| Dodgers de Los Angeles | 0 | 5 | 0 | 0 | 1 | 0 | 1 | 2 | 1 | 10 | 12 | 0 |
| Cubs de Chicago | 0 | 0 | 0 | 0 | 0 | 1 | 0 | 0 | 2 | 3  | 8  | 4 |
| Lanceurs partants : LAD : Chad Billingsley CHC : Carlos Zambrano Vic. : Chad Billingsley (1-0) Déf. : Carlos Zambrano (0-1) HRs : LAD : Manny Ramírez (2) |   |   |   |   |   |   |   |   |   |    |    |   |

Les Dodgers ont profité des difficultés en défensive des Cubs. Ces derniers ont commis quatre erreurs et Los Angeles a marqué cinq points non mérités dans une victoire 10 à 3. Le lanceur partant des Cubs, Carlos Zambrano, a éprouvé des difficultés, accordant sept points (dont 4 non mérités). Russell Martin a notamment frappé un double de trois points en 2e manche pour Los Angeles, et Manny Ramirez a cogné son deuxième coup de circuit de la série. Les Dodgers retournent à domicile avec une avance de 2-0 dans la série.

### Match 3
Samedi 4 octobre 2008 au Dodger Stadium, Los Angeles, Californie.
| Cubs de Chicago | 0 | 0 | 0 | 0 | 0 | 0 | 0 | 1 | 0 | 1 | 8 | 1 |
| Dodgers de Los Angeles | 2 | 0 | 0 | 0 | 1 | 0 | 0 | 0 | X | 3 | 6 | 0 |
| Lanceurs partants : CHC : Rich Harden LAD : Hiroki Kuroda Vic. : Hiroki Kuroda (1-0) Déf. : Rich Harden (0-1) Sauv. : Jonathan Broxton (1) |   |   |   |   |   |   |   |   |   |   |   |   |

Les Dodgers marquent grâce à un double de deux points de James Loney en première manche et un double d'un point de Russell Martin en cinquième. Les lanceurs ferment ensuite la porte aux Cubs. Le partant Hiroki Kuroda ne donne rien en six manches et Jonathan Broxton termine la rencontre pour le sauvetage. Victorieux 3-1 dans cette rencontre, Los Angeles gagne la série 3-0. C'est la première série éliminatoire remportée par les Dodgers depuis la Série mondiale 1988, jouée 20 ans plus tôt.

## Phillies de Philadelphie vs. Brewers de Milwaukee
En 2007, les Phillies de Philadelphie accusaient 7 matchs de retard sur les Mets de New York avec seulement 17 parties à jouer dans la saison. Les Phillies profitèrent de la débandade des Mets pour les doubler au premier rang et remporter le championnat de la division Est. Bien que leur ralliement ait été moins spectaculaire en 2008, les Phillies ont joué sensiblement le même tour aux New-Yorkais en les devançant en septembre, pour finalement terminer trois matchs devant eux et s'assurer le 27 septembre d'un second titre de section consécutif, avec une fiche de 92 victoires et 70 défaites, deuxième meilleur dossier de la ligue et 5e meilleur des majeures. Philadelphie a pris part à la Série mondiale pour la dernière fois en 1993 et leur seule victoire eut lieu en 1980.
Les Brewers de Milwaukee se sont qualifiés comme meilleurs deuxièmes dans la Ligue Nationale le 28 septembre, au dernier jour de la saison régulière, devançant les Mets de New York par un seul match. Leur dossier en 2008 fut de 90-72, troisième dans leur ligue et sixième dans les majeures. La franchise des Brewers participe aux éliminatoires pour la 2e fois seulement, après avoir remporté le championnat de la Ligue américaine (où ils évoluaient à l'époque) et atteint la Série mondiale en 1982.

### Calendrier des rencontres
| Match | Date        | Visiteur                 | Hôte                     | Score |
| ----- | ----------- | ------------------------ | ------------------------ | ----- |
| 1     | 1er octobre | Brewers de Milwaukee     | Phillies de Philadelphie | 1 - 3 |
| 2     | 2 octobre   | Brewers de Milwaukee     | Phillies de Philadelphie | 2 - 5 |
| 3     | 4 octobre   | Phillies de Philadelphie | Brewers de Milwaukee     | 1 - 4 |
| 4     | 5 octobre   | Phillies de Philadelphie | Brewers de Milwaukee     | 6 - 2 |

### Match 1
Mercredi 1er octobre 2008 au Citizens Bank Park, Philadelphie, Pennsylvanie.
| Brewers de Milwaukee | 0 | 0 | 0 | 0 | 0 | 0 | 0 | 0 | 1 | 1 | 4 | 1 |
| Phillies de Philadelphie | 0 | 0 | 3 | 0 | 0 | 0 | 0 | 0 | X | 3 | 4 | 1 |
| Lanceurs partants : MIL : Yovani Gallardo PHI : Cole Hamels Vic. : Cole Hamels (1-0) Déf. : Yovani Gallardo (0-1) Sauv. : Brad Lidge (1) |   |   |   |   |   |   |   |   |   |   |   |   |

Cole Hamels lance un match solide pour les Phillies. Le gaucher n'accorde que deux coups sûrs en huit manches au monticule, et retire neuf frappeurs des Brewers sur les prises. Philadelphie inscrit tous ses points en fin de 3e manche. Chase Utley cogne un double pour deux points puis vient marquer lorsque le partant Yovani Gallardo accorde un but-sur-balles à Shane Victorino alors que les buts sont tous occupés. Milwaukee tente un ralliement tardif en début de 9e et inscrit un point sur un double de Ryan Braun aux dépens de Brad Lidge, mais ce dernier protégera l'avance et inscrira le sauvetage. Philadelphie l'emporte 3-1 et Milwaukee perd son premier match éliminatoire en 26 ans.

### Match 2
Jeudi 2 octobre 2008 (18h00 UTC-5) au Citizens Bank Park, Philadelphie, Pennsylvanie.
| Brewers de Milwaukee | 1 | 0 | 0 | 0 | 0 | 0 | 1 | 0 | 0 | 2 | 3 | 0 |
| Phillies de Philadelphie | 0 | 5 | 0 | 0 | 0 | 0 | 0 | 0 | X | 5 | 9 | 1 |
| Lanceurs partants : MIL : C.C. Sabathia PHI : Brett Myers Vic. : Brett Myers (1-0) Déf. : C.C. Sabathia (0-1) Sauv. : Brad Lidge (2) HRs: PHI : Shane Victorino (1) |   |   |   |   |   |   |   |   |   |   |   |   |

Shane Victorino a frappé un grand chelem aux dépens de l'as lanceur des Brewers C.C. Sabathia au cours d'une 2e manche de cinq points qui a permis aux Phillies de l'emporter 5-2. Sabathia a été chassé de la rencontre après avoir accordé cinq points mérités, six coups sûrs et quatre buts-sur-balles en seulement 3 manches et deux tiers. À l'opposé, les lanceurs des Phillies ont encore tenu l'attaque des Brewers en respect, Brett Myers n'allouant que deux coups sûrs en sept manches avant de laisser la relève compléter le travail. La série se transporte à Milwaukee avec Philadelphie en avant 2-0.

### Match 3
Samedi 4 octobre 2008 au Miller Park, Milwaukee, Wisconsin.
| Phillies de Philadelphie | 0 | 0 | 0 | 0 | 0 | 1 | 0 | 0 | 0 | 1 | 9  | 0 |
| Brewers de Milwaukee | 2 | 0 | 0 | 0 | 1 | 0 | 1 | 0 | X | 4 | 11 | 0 |
| Lanceurs partants : PHI : Jamie Moyer MIL : Dave Bush Vic. : Dave Bush (1-0) Déf. : Jamie Moyer (0-1) Sauv. : Salomon Torres (1) |   |   |   |   |   |   |   |   |   |   |    |   |

Dans le premier match éliminatoire présenté à Milwaukee en 26 ans, les Brewers évitent l'élimination avec un gain de 4-1 sur les Phillies. En première manche, le vétéran Jamie Moyer accorde des buts-sur-balles à Mike Cameron et Bill Hall, puis commet un mauvais lancer permettant aux coureurs d'avancer d'un but. Un premier point marquera sur un ballon-sacrifice de Prince Fielder, puis J.J. Hardy place les Brewers en avant 2-0 avec un simple. Dave Bush lance jusqu'en 6e pour Milwaukee, après quoi les Brewers utiliseront quatre lanceurs (Mitch Stetter, Carlos Villanueva, Éric Gagné, Salomon Torres) pour protéger l'avance.

### Match 4
Dimanche 5 octobre 2008 au Miller Park, Milwaukee, Wisconsin.
| Phillies de Philadelphie | 1 | 0 | 4 | 0 | 0 | 0 | 0 | 1 | 0 | 6 | 10 | 0 |
| Brewers de Milwaukee | 0 | 0 | 0 | 0 | 0 | 0 | 1 | 1 | 0 | 2 | 8  | 0 |
| Lanceurs partants : PHI : Jeff Suppan MIL : Joe Blanton Vic. : Jeff Suppan (1-0) Déf. : Joe Blanton (0-1) HRs : PHI : Jimmy Rollins (1), Pat Burrell (1,2), Jayson Werth (1) MIL : Prince Fielder (1) |   |   |   |   |   |   |   |   |   |   |    |   |

Les Phillies malmènent le partant des Brewers, Jeff Suppan, inscrivant contre lui 5 points en seulement 3 manches. Jimmy Rollins ouvre la marque en frappant la longue balle dès la première manche. Pat Burrell cogne quant à lui deux circuits pour les gagnants, une claque de 3 points en 4e manche face à Suppan, puis un coup en solo en 8e contre Guillermo Mota. Burrell termine la rencontre avec 3 coups sûrs en 4, et 4 points produits. Philadelphie remporte le match 6-2 et gagne la série 3-1.